# Megachile pusilla
Megachile pusilla är en biart som beskrevs av Pérez 1884. Megachile pusilla ingår i släktet tapetserarbin, och familjen buksamlarbin. Inga underarter finns listade i Catalogue of Life.